# Ораны (Гродненская область)
Ораны (бел. Араны) — деревня в Волковысском районе Гродненской области Беларуси. Входит в состав Субочского сельсовета.

## География
Деревня находится в юго-западной части Гродненской области, на правом берегу реки Островчицы, при автодороге Н-7035, на расстоянии приблизительно 6 километров (по прямой) к западу от города Волковыск, административного центра района. Абсолютная высота — 159 метров над уровнем моря. Площадь населённого пункта — 0,3078 км².

## История
По состоянию на 1905 год, в Оранцах проживало 237 человек. В административном отношении деревня входила в состав Шиловичской волости Волковысского уезда Гродненской губернии.
Согласно Рижскому мирному договору (1921), деревня вошла в состав Второй Польской республики. Входила в состав гмины Мстибув Волковысского повета Белостокского воеводства. В 1921 году числилось 216 жителей, проживавших в 45 домах. В этническом составе населения того периода поляки составляли 90,3 %, белорусы — 9,7 %. В конфессиональном составе католики составляли 90,7 % населения деревни, православные христиане — 9,3 %.
С 1939 года в БССР.

## Население
По данным переписи 2019 года, в деревне проживало 14 человек.
| Год  | Население, человек |
| ---- | ------------------ |
| 1905 | 237                |
| 1921 | ↘ 216              |
| 2009 | ↘ 33               |
| 2019 | ↘ 14               |